# Naohiro Ikeda
Naohiro Ikeda (później Naohiro Nakano, jap. (中野) 池田 尚弘 (Nakano) Ikeda Naohiro, ur. 17 stycznia 1940 w Kashimie, zm. 3 stycznia 2021 w Nagasaki) – japoński siatkarz i trener, dwukrotny medalista igrzysk olimpijskich.

## Życiorys
Był absolwentem Uniwersytetu Fukuoka. W 1962 brał udział w mistrzostwach świata, na których reprezentacja Japonii zajęła 5. miejsce. Wystąpił na igrzyskach olimpijskich 1964 organizowanych w Tokio. Wówczas był zawodnikiem klubu Yawata Steel. Zagrał we wszystkich dziewięciu rozgrywanych meczach, a jego zespół z siedmioma zwycięstwami i dwoma porażkami zajął trzecie miejsce w turnieju. W 1965 wraz z reprezentacją zagrał w Polsce w pucharze świata (4. miejsce), a rok później na wystąpił na mistrzostwach świata w Czechosłowacji (5. miejsce). Ponownie reprezentował swój kraj na igrzyskach olimpijskich w 1968 w Meksyku. Ikeda był kapitanem zespołu. Japończycy na koniec turnieju mieli identyczny bilans punktowy z tym uzyskanym przed czterema laty i taki sam jak reprezentacja Czechosłowacji. Ostatecznie zdobył srebrny medal wyprzedzając w rankingu trzecią drużynę o dwa sety.
Po zakończeniu kariery zawodniczej został trenerem. Był selekcjonerem japońskiej reprezentacji podczas pucharu świata 1981, mistrzostw świata 1982 i igrzysk olimpijskich 1984.